# 2012年夏季奧林匹克運動會體操比賽
2012年夏季奧林匹克運動會體操比賽中的競技體操於2012年7月28日至8月7日在倫敦O2體育館中舉行；韻律體操於2012年8月9日至8月12日在倫敦溫布利體育館中舉行；彈翻床於2012年8月3日至8月4日在倫敦O2體育館中舉行。

## 比賽項目
本屆體操比賽設有18個比賽小項，包括：
- 競技體操

| - 男子團體賽 - 男子個人全能 - 男子自由體操 - 男子鞍馬 - 男子吊環 - 男子跳馬 - 男子雙槓 - 男子單槓 |  | - 女子團體賽 - 女子個人全能 - 女子自由體操 - 女子平衡木 - 女子跳馬 - 女子高低槓 |

- 韻律體操
  - 個人全能
  - 團體全能
- 彈床
  - 男子
  - 女子

## 比賽規則
競技體操
- 男女子競技體操項目主要包括四種比賽：資格賽、個人全能決賽、單項決賽及團體決賽。資格賽的參賽隊伍由五人組成一隊，資格賽單項成績及隊伍總成績按最佳成績進入團體，個人全能及單項決賽，資格賽成績則不帶入決賽。
- 資格賽中團體最佳成績前8位可以進入團體決賽，決賽階段參賽隊伍由五人組成，其中的任何3人參加每個項目的比賽，團體賽會將所有單項項目分數都計算在團體成績。
- 資格賽中個人全能最佳成績排名前24位（每個國家或地區奧委會最多2名）可以進入個人全能決賽，運動員進行各個單項項目自選動作的比賽，選手會將單項所有項目以總積分為其個人成績。
- 資格賽中各個單項項目最佳成績排名前8位（每個國家或地區奧委會最多2名）可以進入各個單項項目決賽。

韻律體操
- 個人和團體韻律體操項目需要經過初賽，最佳成績的選手才可以晋級決賽。在個人賽事，選手要用繩、圈、棒、帶4套動作各套做出不同動作，每套動作都有音樂伴奏。如能晋級決賽，得分將重新計算。
- 團體全能賽每隊各有6名運動員組成，每支隊伍完成2套動作（每套動作5名運動員參加），一套為5繩另一套為3圈2棒。資格賽中2套動作總分排名前8名的集體隊進入決賽。決賽中2套動作總分最高的集體隊為冠軍。
- 裁判團根據運動員做出每套動作的不同技巧和能力來評分，例如跳躍和轉體，還看使用的用具，伴隨音樂表演的難度。

彈床
- 在資格賽中運動員必須做兩套動作，一套是指定動作，一套是自選動作。八名最佳成績選手可晋級決賽（每個國家或地區奧委會最多2名），裁判根據選手該套動作的表現及難度來評分，並會以「技術分」、「難度分」及「同步分」三項作為評分標準。

## 賽程表
| ● | 預賽 | ● | 決賽 |

| 7月 / 8月    | 28日 週六 | 29日 週日 | 30日 週一 | 31日 週二 | 1日 週三 | 2日 週四 | 3日 週五 | 4日 週六 | 5日 週日 | 6日 週一 |
| ------------ | --------- | --------- | --------- | --------- | -------- | -------- | -------- | -------- | -------- | -------- |
| 男子團體     | ●         |           | ●         |           |          |          |          |          |          |          |
| 男子個人全能 | ●         |           |           |           | ●        |          |          |          |          |          |
| 男子自由体操 | ●         |           |           |           |          |          |          |          | ●        |          |
| 男子鞍馬     | ●         |           |           |           |          |          |          |          | ●        |          |
| 男子吊環     | ●         |           |           |           |          |          |          |          |          | ●        |
| 男子跳馬     | ●         |           |           |           |          |          |          |          |          | ●        |
| 男子雙槓     | ●         |           |           |           |          |          |          |          |          | ●        |
| 男子單槓     | ●         |           |           |           |          |          |          |          |          | ●        |
| 女子團體     |           | ●         |           | ●         |          |          |          |          |          |          |
| 女子個人全能 |           | ●         |           |           |          | ●        |          |          |          |          |
| 女子跳馬     |           | ●         |           |           |          |          |          |          | ●        |          |
| 女子高低槓   |           | ●         |           |           |          |          |          |          |          | ●        |
| 女子平衡木   |           | ●         |           |           |          |          |          |          |          | ●        |
| 女子自由体操 |           | ●         |           |           |          |          |          |          |          | ●        |

| 8月      | 9日 週四 | 10日 週五 | 11日 週六 | 12日 週日 |
| -------- | -------- | --------- | --------- | --------- |
| 個人全能 | ●        | ●         | ●         |           |
| 團體全能 | ●        | ●         |           | ●         |

| 8月  | 3日 週五 | 3日 週五 | 4日 週六 | 4日 週六 |
| ---- | -------- | -------- | -------- | -------- |
| 男子 | ●        | ●        |          |          |
| 女子 |          |          | ●        | ●        |

## 參賽資格
本屆奧運競技體操比賽總共有196名運動員參賽，包括男女子各有98名運動員，各個國家及地區奧委會最多只能派出5名男子及5名女子參加奧運，而主辦國英國已經直接取得2個（1名男子及1名女子）參賽名額。運動員必須透過世界錦標賽、奧運測試賽取得參賽資格。
以下列表為本屆夏季奧運會體操比賽資格賽參賽名額分配：

### 競技體操
- 團體賽

| 出線資格                                    | 名額數量 | 名額數量 |
| 出線資格                                    | 男子     | 女子     |
| ------------------------------------------- | -------- | -------- |
| 2011年世界競技體操錦標賽團體賽最佳成績前8名 | 8個      | 8個      |
| 2012年奧運測試賽團體賽最佳成績前4名         | 4個      | 4個      |
| 總數                                        | 12個     | 12個     |

- 個人賽

| 出線資格                                                                                   | 名額數量 | 名額數量 |
| 出線資格                                                                                   | 男子     | 女子     |
| ------------------------------------------------------------------------------------------ | -------- | -------- |
| 東道主－ 英国                                                                              | 1個      | 1個      |
| 2011年世界體操錦標賽個人比賽小項金牌、銀牌及銅牌得主（不包括在團體賽取得參賽名額的國家）   | 96個     | 96個     |
| 2012年奧運測試賽個人全能賽按最佳成績排名順序達到96個席次為止（每個國家奧會最多 1 個席次）  | 96個     | 96個     |
| 保障所有各州際代表參加的特別資格（非洲、美洲、亞洲及歐洲至少有2個席次，大洋洲至少1個席次） | 96個     | 96個     |
| 總數                                                                                       | 98個     | 98個     |

### 韻律體操
- 團體賽

| 出線資格                                    | 名額數量 |
| ------------------------------------------- | -------- |
| 2011年世界韻律體操錦標賽團體賽最佳成績前6名 | 6個      |
| 2012年奧運測試賽團體賽最佳成績前4名         | 4個      |
| 保障所有各州際代表參加的特別資格            | 2個      |
| 總數                                        | 12個     |

- 個人賽

| 出線資格                                                                    | 名額數量 |
| --------------------------------------------------------------------------- | -------- |
| 2011年世界韻律體操錦標賽個人全能賽最佳成績前15名（每個國家奧會最多2個席次） | 15個     |
| 2012年奧運測試賽個人全能賽最佳成績前5名（每個國家奧會最多1個席次）          | 5個      |
| 保障所有各州際代表參加的特別資格                                            | 4個      |
| 總數                                                                        | 24個     |

### 彈翻床
| 出線資格                                                       | 名額數量 | 名額數量 |
| 出線資格                                                       | 男子     | 女子     |
| -------------------------------------------------------------- | -------- | -------- |
| 2011年世界彈翻床錦標賽最佳成績前8名（每個國家奧會最多2個席次） | 8個      | 8個      |
| 2012年奧運測試賽最佳成績前8名（每個國家奧會最多1個席次）       | 8個      | 8個      |
| 保障所有各州際代表參加的特別資格                               |          |          |
| 總數                                                           | 16個     | 16個     |

## 各項成績

### 競技體操
男子
| 項目                 | 金牌                                                            | 银牌                                                                          | 铜牌 |
| 男子團體（詳細）     | 中国（CHN）（275.997） · 陳一冰 · 馮喆 · 郭偉陽 · 張成龍 · 鄒凱 | 日本（JPN）（271.952） · 加藤凌平 · 田中和仁 · 田中佑典 · 內村航平 · 山室光史 | 英国（GBR）（271.711） · 山姆·歐德漢姆 · 丹尼爾·普爾維斯 · 路易斯·史密斯 · 克里斯蒂安·托馬斯 · 馬克斯·惠特洛克 |
| 男子個人全能（詳細） | 內村航平 · 日本（JPN） · （92.690）                             | 馬塞爾·阮 · 德国（GER） · （91.031）                                          | 丹內爾·萊瓦 · 美国（USA） · （90.698）                                                                         |
| 男子自由體操（詳細） | 鄒凱 · 中国（CHN） · （15.933）                                 | 內村航平 · 日本（JPN） · （15.800）                                           | 丹尼斯·阿布利亚津 · 俄罗斯（RUS） · （15.800）                                                                 |
| 男子鞍馬（詳細）     | 克里斯蒂安·貝爾基 · 匈牙利（HUN） · （16.066）                  | 路易斯·史密斯 · 英国（GBR） · （16.066）                                      | 馬克斯·惠特洛克 · 英国（GBR） · （15.600）                                                                     |
| 男子吊環（詳細）     | 阿图尔·扎内蒂 · 巴西（BRA） · （15.900）                        | 陳一冰 · 中国（CHN） · （15.800）                                             | 馬泰奥·莫蘭迪 · 意大利（ITA） · （15.733）                                                                     |
| 男子跳馬（詳細）     | 梁鶴善 · 韩国（KOR） · （16.533）                               | 丹尼斯·阿布利亚津 · 俄罗斯（RUS） · （16.399）                                | 伊戈尔·拉季维洛夫 · 乌克兰（UKR） · （16.316）                                                                 |
| 男子雙杠（詳細）     | 馮喆 · 中国（CHN） · （15.966）                                 | 馬塞爾·阮 · 德国（GER） · （15.800）                                          | 汉密尔顿·萨博 · 法国（FRA） · （15.566）                                                                       |
| 男子單杠（詳細）     | 愛普克·松德蘭德 · 荷兰（NED） · （16.533）                      | 法比安·漢布钦 · 德国（GER） · （16.400）                                      | 鄒凱 · 中国（CHN） · （16.366）                                                                                |

女子
| 項目                 | 金牌 | 银牌 | 铜牌 |
| 女子團體（詳細）     | 美国（USA）（183.596） · 加布丽埃勒·道格拉斯 · 麦凯拉·马罗尼 · 亚历山德拉·莱斯曼 · 凯拉·罗斯 · 乔婷·韦伯 | 俄罗斯（RUS）（178.530） · 克谢尼娅·阿法纳西耶娃 · 安娜斯塔西娅·格里什娜 · 維多利亞·科莫娃 · 阿莉娅·穆斯塔芬娜 · 玛利亚·帕塞卡 | 罗马尼亚（ROM）（176.414） · 迪亚娜·布利马尔 · 迪亚娜·凯拉鲁 · 拉里莎·约尔达凯 · 桑德拉·伊兹巴沙 · 克特利娜·波诺尔 |
| 女子個人全能（詳細） | 嘉比爾·杜格拉斯 · 美国（USA） · （62.232）                                                               | 維多利亞·科莫娃 · 俄罗斯（RUS） · （61.973）                                                                                   | 阿莉婭·穆斯塔芬娜 · 俄罗斯（RUS） · （59.566）                                                                     |
| 女子跳馬（詳細）     | 桑德拉·伊兹巴沙 · 罗马尼亚（ROU） · （15.191）                                                           | 麥琪拉·瑪隆妮 · 美国（USA） · （15.083）                                                                                       | 瑪利亞·帕塞卡 · 俄罗斯（RUS） · （15.050）                                                                         |
| 女子高低杠（詳細）   | 阿莉娅·穆斯塔芬娜 · 俄罗斯（RUS） · （16.133）                                                           | 何可欣 · 中国（CHN） · （15.933）                                                                                              | 伊麗莎白·特維德爾 · 英国（GBR） · （15.916）                                                                       |
| 女子平衡木（詳細）   | 鄧琳琳 · 中国（CHN） · （15.600）                                                                        | 眭祿 · 中国（CHN） · （15.500）                                                                                                | 亞歷山德拉·拉絲曼 · 美国（USA） · （15.066）                                                                       |
| 女子自由體操（詳細） | 亞歷山德拉·拉絲曼 · 美国（USA） · （15.600）                                                             | 克特利娜·波诺尔 · 罗马尼亚（ROU） · （15.200）                                                                                 | 阿莉娅·穆斯塔芬娜 · 俄罗斯（RUS） · （14.900）                                                                     |

### 艺术体操
| 項目                 | 金牌 | 银牌 | 铜牌 |
| 女子個人全能（詳細） | 葉夫根尼婭·卡納耶娃 · 俄罗斯（RUS） | 戴莉亞·迪米崔耶娃 · 俄罗斯（RUS） | 莉寶·查卡辛娜 · 白俄罗斯（BLR） |
| 女子團體全能（詳細） | 俄罗斯（RUS） · 阿纳斯塔西娅·布利兹纽克 · 烏利安那·當斯科娃 · 阿麗娜·馬卡仁科 · 安娜塔西亞·娜札仁科 · 卡羅琳娜·希娃斯特亞諾娃 · 克謝尼雅·杜德吉娜（候補） | 白俄罗斯（BLR） · 瑪莉娜·喬諾瓦 · 安娜絲塔西亞·伊凡科娃 · 娜塔莉亞·萊許契克 · 克莎妮亞·桑科薇琪 · 阿莉娜·圖米洛維奇 · 阿歷山德拉·納克薇琪（候補） | 意大利（ITA） · 埃莉萨·布兰基 · 罗米娜·劳里托 · 埃莉萨·圣托尼 · 安热莉卡·萨夫拉尤克 · 安德烈娅·斯特凡内斯库 · 玛尔塔·帕尼尼（候補） |

### 蹦床
| 項目         | 金牌                          | 银牌                              | 铜牌                 |
| 男子（詳細） | 董棟 · 中国（CHN）            | 德米特里·烏沙科夫 · 俄罗斯（RUS） | 陸春龍 · 中国（CHN） |
| 女子（詳細） | 罗西·麦克琳南 · 加拿大（CAN） | 黃珊汕 · 中国（CHN）              | 何雯娜 · 中国（CHN） |

## 各國獎牌榜
*   主办国家/地区（英国）
| 排名                      | 国家 / 地区               | 金牌 | 銀牌 | 銅牌 | 总计 |
| ------------------------- | ------------------------- | ---- | ---- | ---- | ---- |
| 1                         | 中国                      | 5    | 4    | 3    | 12   |
| 2                         | 俄罗斯                    | 3    | 5    | 4    | 12   |
| 3                         | 美国                      | 3    | 1    | 2    | 6    |
| 4                         | 日本                      | 1    | 2    | 0    | 3    |
| 5                         | 罗马尼亚                  | 1    | 1    | 1    | 3    |
| 6                         | 巴西                      | 1    | 0    | 0    | 1    |
| 6                         | 加拿大                    | 1    | 0    | 0    | 1    |
| 6                         | 匈牙利                    | 1    | 0    | 0    | 1    |
| 6                         | 韩国                      | 1    | 0    | 0    | 1    |
| 6                         | 荷兰                      | 1    | 0    | 0    | 1    |
| 11                        | 德国                      | 0    | 3    | 0    | 3    |
| 12                        | 英国*                     | 0    | 1    | 3    | 4    |
| 13                        | 白俄罗斯                  | 0    | 1    | 1    | 2    |
| 14                        | 意大利                    | 0    | 0    | 2    | 2    |
| 15                        | 法国                      | 0    | 0    | 1    | 1    |
| 15                        | 乌克兰                    | 0    | 0    | 1    | 1    |
| 总计（共16个国家 / 地区） | 总计（共16个国家 / 地区） | 18   | 18   | 18   | 54   |